# Kraniedjur
Kraniedjur (Craniata) är en föreslagen klad av ryggsträngsdjur som innefattar alla levande organismer med kranium. Till dess nu levande representanter hör ryggradsdjuren (Vertebrata) och pirålar (Myxini). Förslagsvis placeras i så fall detta taxon som understam till stammen ryggsträngsdjur (Chordata) och ryggradsdjur och pirålar som infrastammar.
Alternativt bör även pirålarna räknas till ryggradsdjuren, vilket i så fall gjorde Craniata till en (onödig) synonym till Vertebrata.
Avgörande för klassifikationen av pirålar är dels huruvida pirålarnas avsaknad av ryggrad är ursprunglig eller förvärvad, och dels huruvida gruppen rundmunnar (med de nu levande representanterna pirålar och nejonögon) är monofyletisk eller inte, alltså huruvida nejonögon är närmast släkt med pirålar eller med de käkförsedda ryggradsdjuren (dit människor hör). Frågorna hänger ihop. Nejonögon brukar räknas som ryggradsdjur, så om de är närmast släkt med pirålarna bör den senast levande gemensamma anföräldern till nejonögon och pirålar ("rundmunshypotesen") ha haft en ryggrad, och alltså även pirålarna räknas till vertebrata (åtminstone ur ett fylogenetiskt perspektiv). Om däremot nejonögon är närmare släkt med exempelvis människor än med pirålar ("ryggradsdjurshypotesen"), så är det helt möjligt och inte osannolikt att pirålens brist på ryggrad direkt återspeglar förhållandena för ryggradslösa ryggsträngsdjur.
De flesta morfologiska undersökningarna stöder ryggradsdjurshypotesen, medan de flesta mikrobiologiska undersökningarna stöder rundmunshypotesen. Artdatabanken, och därmed också Nationalnyckeln för Sveriges arter, väljer för närvarande (år 2020) att följa ryggradsdjurshypotesen, och räknar alltså ryggradsdjuren som ett äkta deltaxon till kraniedjuren.
Den här artikeln är helt eller delvis baserad på material från engelskspråkiga Wikipedia, Cyclostomata, 21 december 2020.

## Källa
- Understam: Craniata - kraniedjur - Dyntaxa